# Laetitia van der Lans
Laetitia van der Lans (Hendrik-Ido-Ambacht, 1965) is een Nederlands theologe, presentatrice, eindredacteur en communicatiedeskundige.

## Jeugd en studie
Van der Lans werd geboren als de dochter van Rotterdamse ouders. Haar vader was groentehandelaar en haar moeder was apothekersassistente. Ze groeide op in een praktiserend katholiek gezin dat regelmatig naar de kerk ging. Ze ging naar het hbo waar zijn een opleiding tot Toegepaste Huishoudwetenschappen volgde. Aansluitend studeerde zij theologie aan de Katholieke Theologische Universiteit Amsterdam.

## Loopbaan
Van der Lans was na haar studie in 1995 lange tijd in dienst bij de Omroep RKK en KRO. Ze werkte hij als presentatrice en verslaggeefster voor de tv programma's Studio RKK en Soeterbeeck. Hierna kwam zij terecht bij de parochie Heilige Lebuinus in Deventer waar zij werkte als communicatiemedewerker en hoofdredacteur van parochieblad 't Zout. In diezelfde periode was ze woordvoerdster van Mgr. De Korte die toen destijds bisschop was van Bisdom Groningen-Leeuwarden. In 2008 richtte zij samen met haar echtgenoot theoloog Marcel Holl geloofscommunicatiebedrijf "De Zalige Zalm" op.
In november 2019 volgde zij Leo Fijen op als eindverantwoordelijke voor Levensbeschouwing binnen de KRO-NCRV. Per 1 jul 2020 legde ze deze functie op eigen initiatief neer.
Ze maakt samen met Celine Timmerman sinds mei 2022 de podcast Dolle Maria’s.